# Kornmühle Nordhorn

Die Kornmühle (1911)

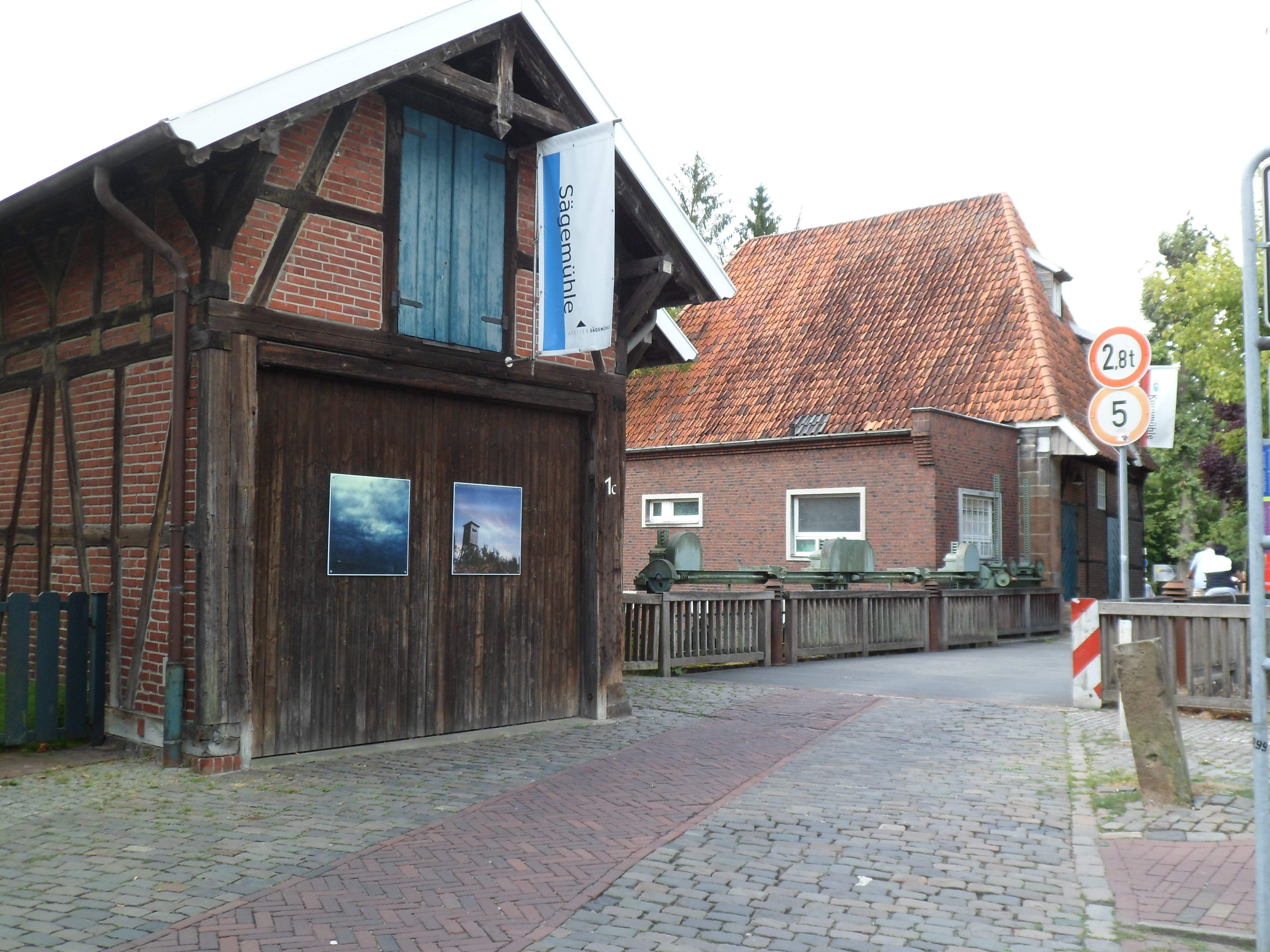
Die Korn- und Sägemühle (2013)

Die Kornmühle ist eine historische, von Wasserkraft der Vechte angetriebene Korn- und Sägemühle in Nordhorn.
Nachdem der letzte Pächter den wirtschaftlichen Betrieb aufgegeben hatte, übernahm die Stadt Nordhorn 1983 das unter Denkmalschutz stehende Anwesen.
Seit einer grundlegenden Restaurierung im Jahr 1989 werden die Mühlengebäude als Veranstaltungsort für Konzerte, Ausstellungen und andere kulturelle Veranstaltungen genutzt und beherbergen die „Nordhorner Theaterwerkstatt“ sowie das „Atelier Sägemühle“.

## Lage und Technik
Die Kornmühle liegt am Mühlendamm 1b über der durch die Innenstadt Nordhorns fließende Vechte. Kornmühlen dieser technischen Bauart werden auch Kornwassermühlen genannt.

## Geschichte

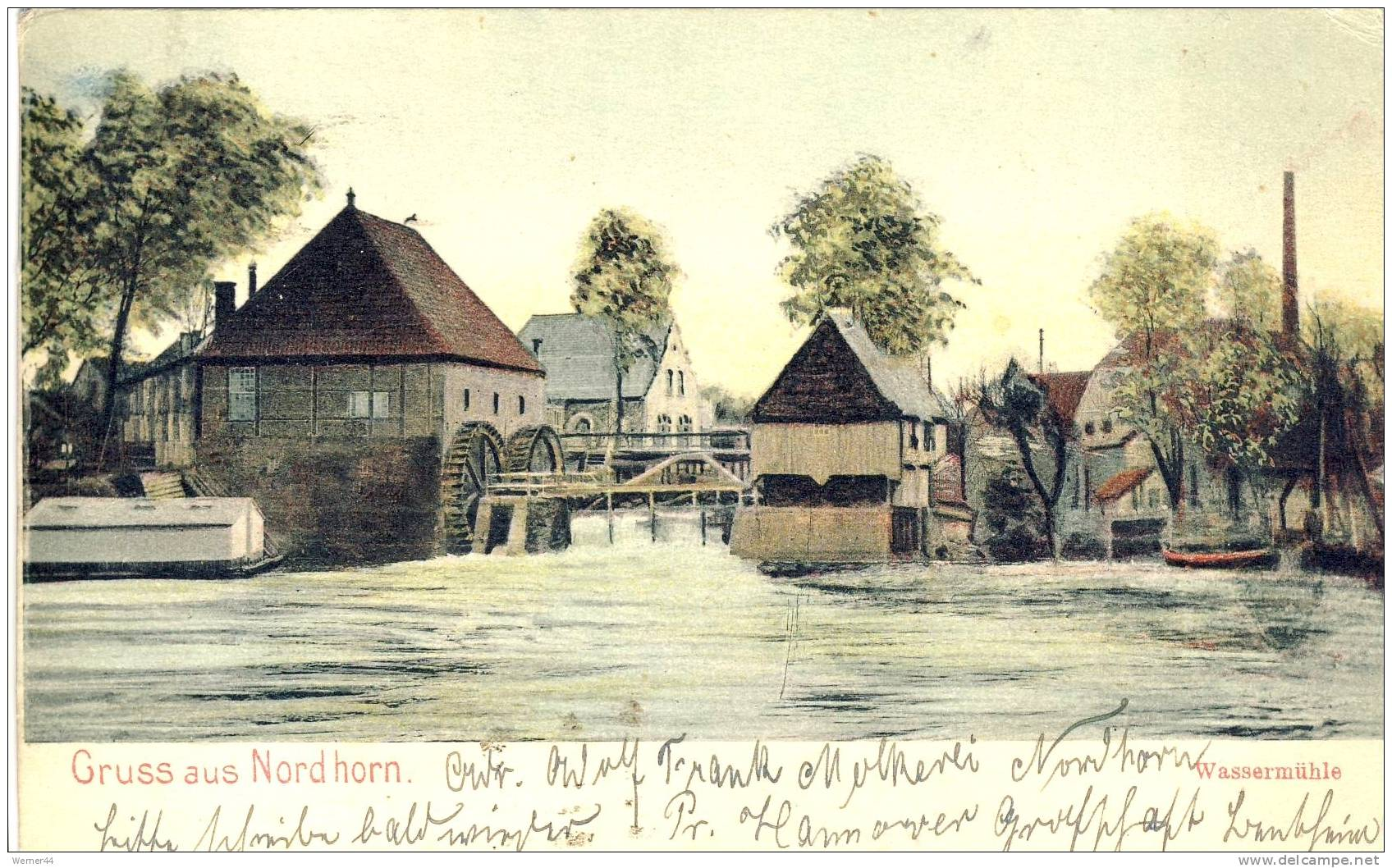
Ansichtskarte der Kornmühle

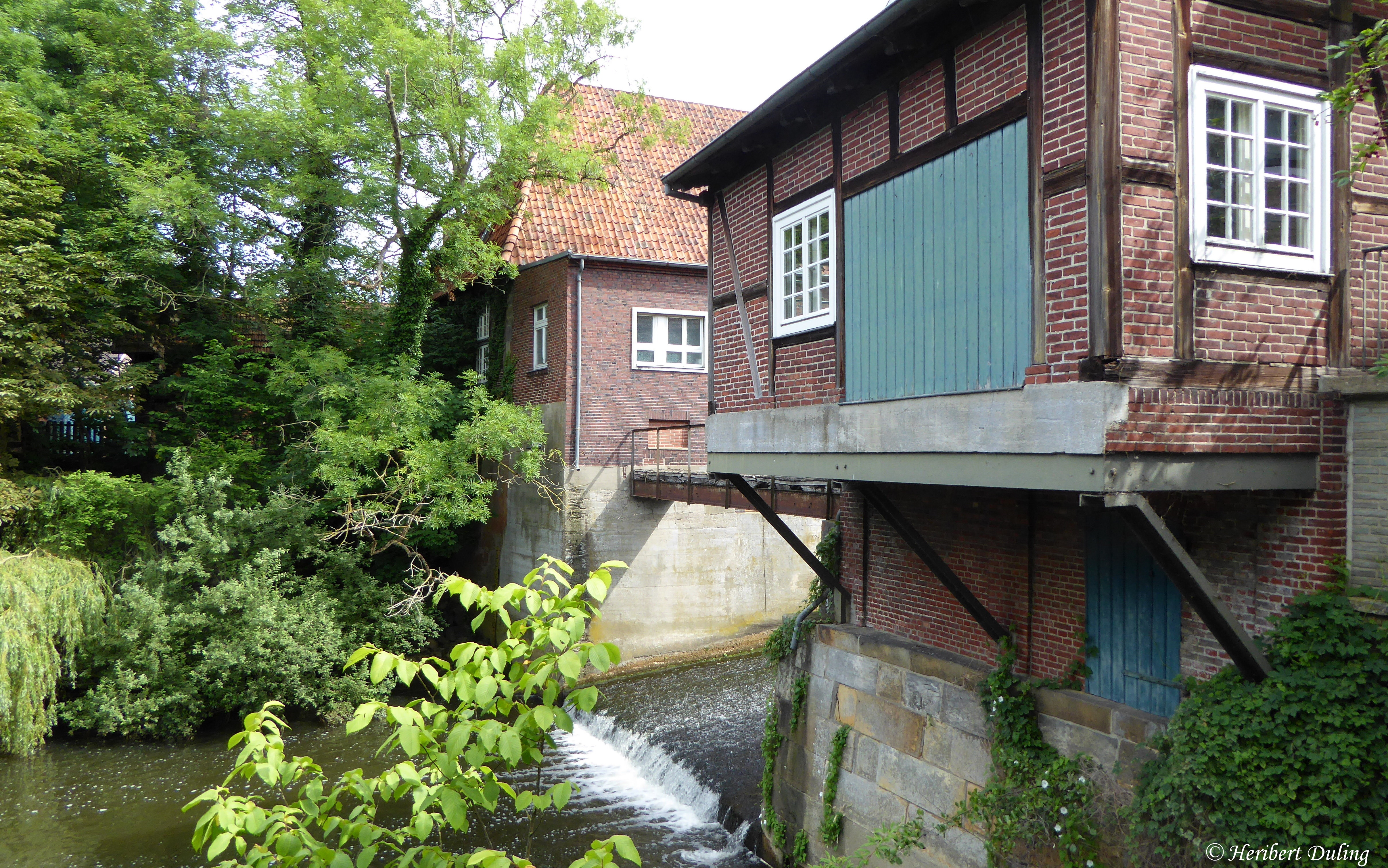
Seitenansicht 2016

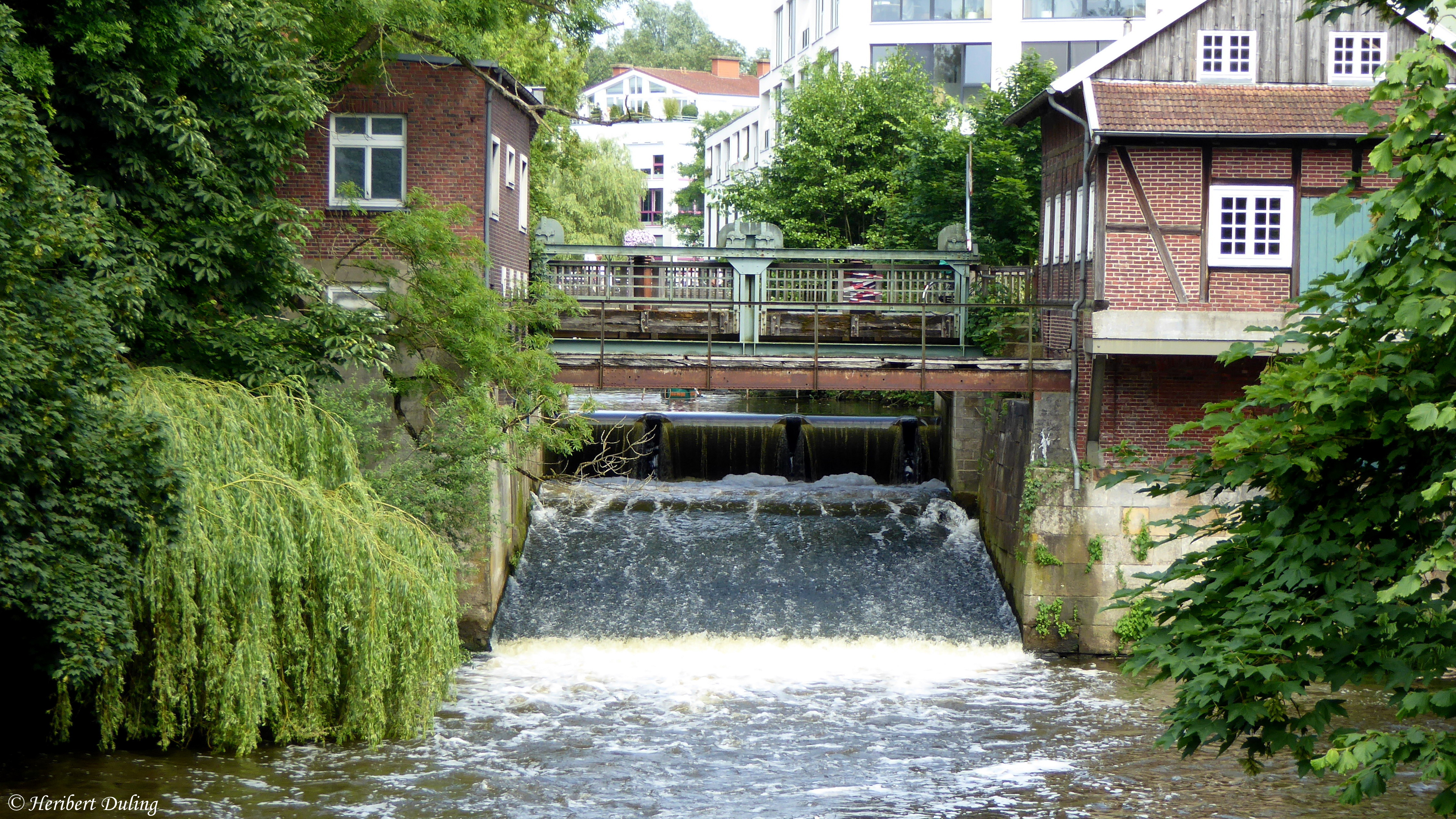
Die Korn- und Sägemühle 2016

### Die Anfänge
Über die genauen Anfänge der Nordhorner Wassermühlen gibt es keine Belege, auch ist unbekannt, wann und wo das erste Mühlengebäude errichtet wurde. Der Historiker und frühere Vorsitzende des Heimatvereins der Grafschaft Bentheim, Heinrich Voort, der von den spärlich vorhandenen Quellen auf Vorhandensein, Art und Platz der Mühlen zu schließen versuchte, leitete aus der Bezeichnung des Flurnamens „ter Koekemollen“ ab, dass dort zuvor eine Kokerwindmühle gestanden habe und es sich somit um die erste urkundliche Erwähnung eines Vorgängers der später mit Wasserkraft betriebenen Nordhorner Kornmühle handele. Von anderer Seite wird dies als Irrtum angesehen, insbesondere, weil Kokermühlen sich erst im frühen 15. Jahrhundert aus der Bockwindmühle entwickelten. Somit ist die Bedeutung dieses alten Flurnamens zwar weiter unklar, doch bleibt Voorts Zitat aus dem 1396 angelegten Bürgerbuch der Stadt Nordhorn unwidersprochen, das Herman de Molner un Guese zin Vrouwe als Bürger der Stadt bezeichnet und in denen er den ersten Kornmüller Nordhorns und seine Frau erkennt. Auch aus den folgenden Bürgerbüchern ordnet Voort unwidersprochen Bürgernamen dem Müllerberuf zu, so 1430 einem Johann de Moller, 1460 „dem Molen Rotger“ und 1481 Albert de Moller. Lediglich für die späteren Bürgereinträge wird teilweise bezweifelt, ob angesichts der schwindenden Einkommensverhältnisse Müller überhaupt in der Lage waren, die Voraussetzungen für einen Bürgerstatus zu erwirtschaften.
Die erste unzweifelhafte urkundliche Erwähnung einer Mühle im heutigen Gebiet Nordhorns findet sich 1402 für das Kloster Frenswegen, als Graf Bernd zu Bentheim den Chorherren ein Mühlenprivileg erteilte. Es ist jedoch weder etwas über die Art dieser Mühle noch ihren Standort überliefert.
1481 erlaubte der Bentheimer Graf Everwyn der Stadt Nordhorn, sich an den Einnahmen aus „...Akzisen, tollen en de Mollen binde Nordhorn“ (Akzisen, Zöllen und der Mühle(n) innerhalb Nordhorns) zu bedienen. Im ersten erhaltenen Heberegister der Stadt vom selben Jahr sind Einnahmen aus einer Mühle verzeichnet.
1602 und 1611 berichtete Pastor Sutoris im Kirchenprotokoll jeweils über Hochwasser, das zu Landverlust an dem zur Nordhorner Kirche gehörenden „Hangkamp“ geführt hätten, „darher de Möllenkock so ruehm en groth geworden is“ und liefert den ersten sicheren Hinweis auf den Standort einer Kornmühle. Der Flurname Hangkamp hat sich bis heute erhalten, liegt aber am Nordarm der Vechte. Daraus wurde der Schluss gezogen, dass sich die erste Kornmühle nicht an dem heutigen Standort am Südarm der Vechte, sondern vielmehr am Nordarm auf dem Gebiet der späteren Ölmühle befunden hat. Nach Darstellung der Stadt Nordhorn weisen weitere historische Vermerke und Aktenstücke darauf hin.
Für das Jahr 1628 ist die Anstellung eines Müllers namens Tonies Eggebringkhoff zweifelsfrei überliefert. Für das Jahr 1634 findet sich in den Archiven ein Verzeichnis der Mühleneinkünfte und -ausgaben. 1638 nimmt Graf Arnold zu Bentheim-Tecklenburg-Steinfurt von einem Andreas Holstein ein Darlehen von 200 Reichstalern „zu reparirung unserer Northornischen Mülhenn“ (zum Wiederaufbau unserer Nordhorner Mühle) auf, die „vom Frantzen Kriegsvolck unter dem General Rantzow ... gantz abgebrannt“ (vom französischen Militär unter General Rantzow ... völlig niedergebrannt) worden sei.
Am 20. August 1658 schloss der Bentheimer Graf Ernst Wilhelm mit den Nordhorner Bürgermeistern Christof von Bentheim und Heinrich van Ohlen einen Vertrag über die „Zimmerung einer neuen Öhl- und Fall Mühle zu Nordhorn“, worin sich die Bürgermeister verpflichteten, „beyde Mühlen uf ihre Kosten ... in der alten Mühlen“ zu errichten, woraus geschlossen werden kann, dass die alte Mühle bis dahin nur ein Wasserrad aufwies und der neue Mühlengang neben dem der bereits bestehenden Kornmühle installiert wurde. Der dafür bereitgestellte Kredit von 650 Reichstalern sollte durch Abtretung der Einkünfte aus der Ölmühle für einen Zeitraum von sechs Jahren zurückbezahlt werden. Die Mühlenerträge waren aber so gering, dass weder nach Ablauf der sechs Jahre, noch viele Jahre später der Kredit abgelöst war. Erst 1707 kam es mit den Erben der Verbindlichkeiten zu einer Einigung, die eine Begleichung in drei Raten vorsah. Bis dahin waren nicht einmal die vollen Zinsen bezahlt worden.

### Mühlengebäude
Das Mühlengebäude der Kornmühle am Mühlendamm stammt vermutlich aus dem frühen 18. Jahrhundert. Eine genaue Datierung ist schwierig, da weder genau zuordenbare Bauzeichnungen, noch Bauaufträge oder Rechnungen der Bauphase erhalten sind und die regionalen Geschichtsschreiber die wenigen vorhandenen Quellen, wie beispielsweise Aufzeichnungen über die zu leistenden Hand- und Spanndienste der Bevölkerung, unterschiedlich auslegen. In der Zeit vom 25. August 1719 bis zum 10. Januar 1720 waren bis zu 89 Arbeitskräfte, 63 Gespanne aus dem Kirchspiel Nordhorn, 82 Gespanne aus dem Kirchspiel Gildehaus und sechs Gespanne aus dem Kirchspiel Schüttorf damit beschäftigt, unter der Leitung des Architekten Mathis Groenland „de Watermolen to Nordhorn te repareren volgens bestek“ (die Wassermühle zu Nordhorn gemäß Beschreibung zu reparieren). Ob es sich hierbei tatsächlich um eine Renovierung der bestehenden Mühle am Nordarm der Vechte oder um den Neubau der hier besprochenen Kornmühle am Mühlendamm handelte, wird unterschiedlich ausgelegt. Wegen des nachgewiesenen hohen Aufwands gehen die (nicht namentlich genannten) Autoren der Abhandlung der Stadt Nordhorn von 1987 davon aus, 

„...daß es sich hier nicht um eine gewöhnliche, auch nicht um eine größere Reparatur gehandelt hat, sondern vielmehr um die Errichtung einer neuen Mühle. Die Annahme wird durch weitere Berichte gestützt. Zum einen wird zwei Jahre vor dem genannten Baudatum lediglich ein Müller, nämlich Telghauß, für Nordhorn erwähnt, für Mitte des 18. Jahrhunderts aber ist bekannt, daß es je einen Pächter auf der Öl- und auf der Kornmühle gab.“

Voort hingegen schreibt sowohl 1974 als auch 1987: 

„Mit Sicherheit ist auszuschließen, daß damals eine neue Mühle gebaut wurde... Zu eindeutig sind die häufigen Hinweise auf eine Ausbesserung und auf Maßnahmen im Gründungsbereich des Wehrs immer dann, wenn die Arbeiten von kompetenter Seite näher bezeichnet werden, wenn z. B. Architekt Groenland verspricht, die Mühle ‚te repareren‘, wenn eine ‚Aufstellung Nachricht verbrauchter Spann- und Handdienste zu Reparation der Northorner Mahlmühle de Ao. 1719‘ gibt...“

Den Schlussfolgerungen Voorts schließt sich die Stadt Nordhorn indes in ihrem Internetauftritt – im Gegensatz zu ihren in Buchform veröffentlichten Ansichten – an.
Einigkeit besteht wieder darin, dass 1763 durch den Landvermesser Schrader aus Gildehaus bedenkliche Verfallserscheinungen an der Kornmühle festgestellt wurden, die umfangreiche Reparaturmaßnahmen erforderlich machten. Die Pfahlgründungen erwiesen sich als brüchig und der südliche Teil der Mühle war unterspült, sodass Wasser durch die Mühlenmauern drang. Es wurden unter anderem 260 neue Eichenpfähle zur Sicherung der Gründung eingeschlagen; die Kosten der Arbeiten, die sich nach Schraders Kostenvoranschlag auf 1019 Reichstaler belaufen sollten, betrugen schließlich die mehr als dreifache Summe von 3739 Reichstalern, was mehr als fünf Jahreserträge des Mühlenbetriebs ausmachte. 1764 wurde die Mühle wieder an den vorherigen Pächter Johann Jürgen Beins verpachtet, der aber „für die ganze Zeit, da selbige in verwichenem Jahre wegen des ... baus stille stehen“ musste, anteilsmäßige Rückerstattung seiner gezahlten Pachtzinsen verlangte.

### Deutungsstreit um eine Inschrift

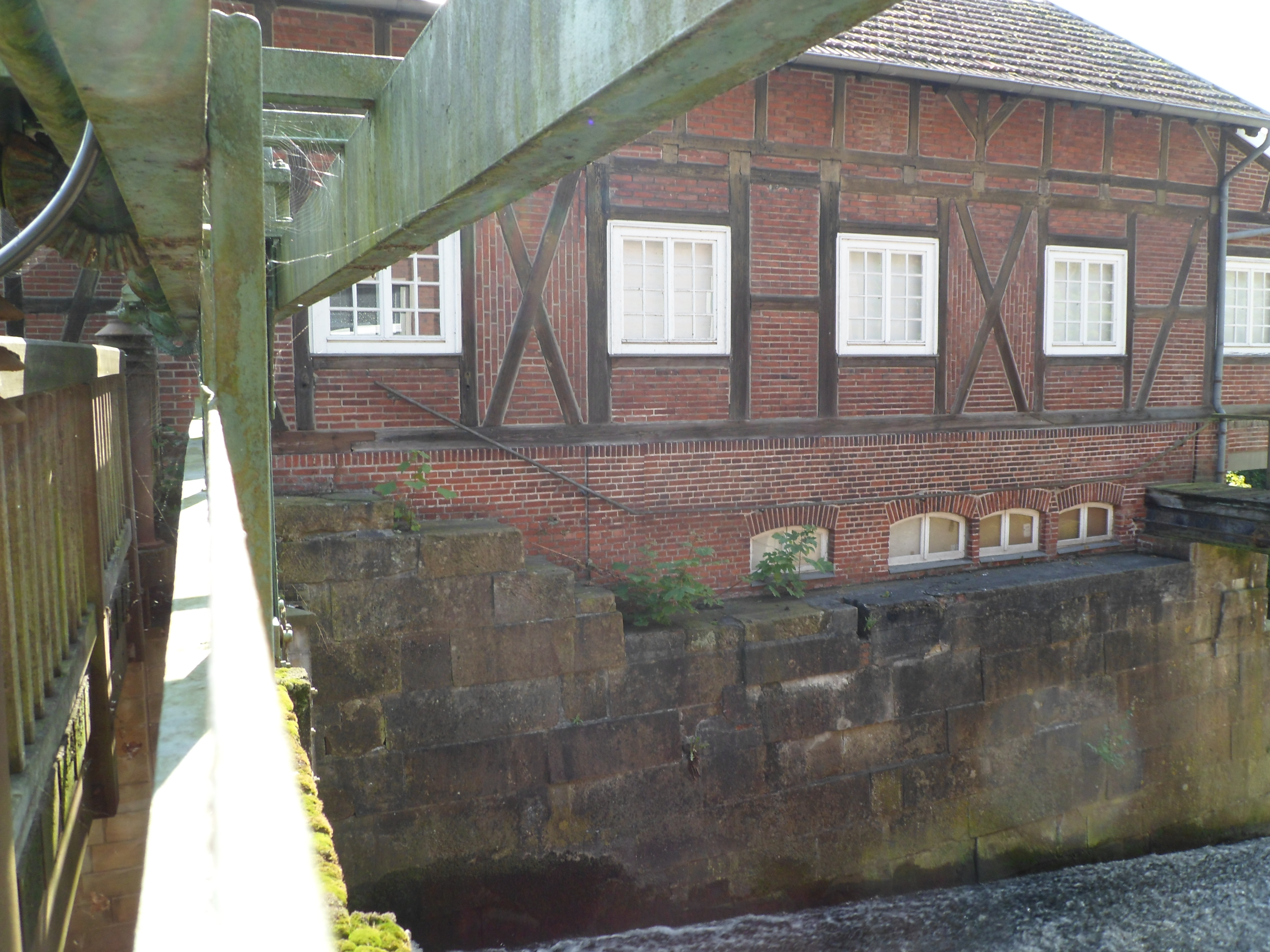
Südliche Stützmauer des Mühlenwehrs mit Inschrift

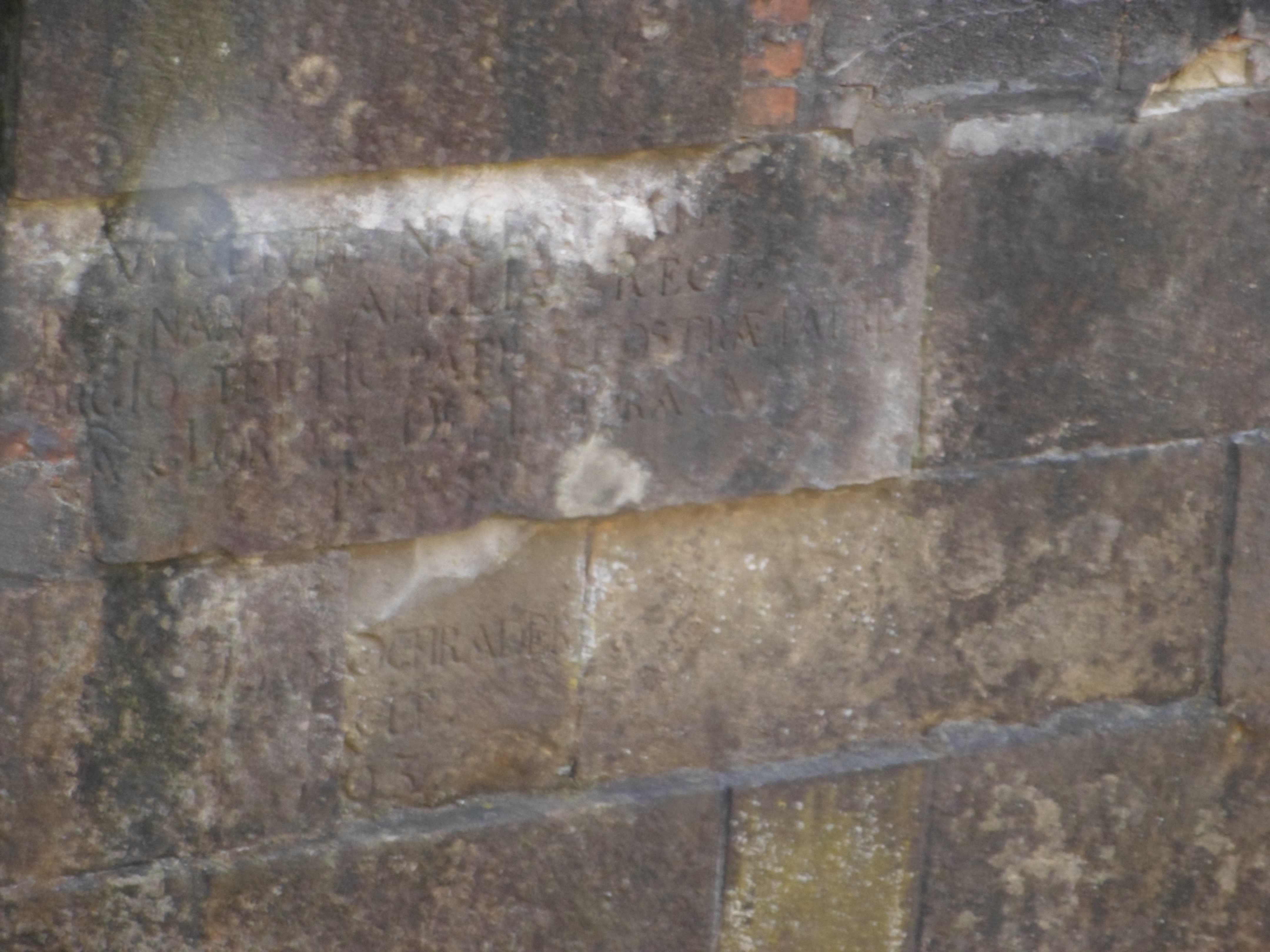
Inschrift

Bei der grundlegenden Restaurierung 1986 entdeckte man auf der südlichen Stützmauer des Mühlenwehrs eine Inschrift. In ihrer Publikation von 1987 legte die Stadt Nordhorn diese Inschrift als einen Versuch Schraders aus, sich bei diesen Bauarbeiten zu verewigen und gab Inschrift und Übersetzung wie folgt an: 

„URGENTE NE GESSITATE 
REGNANTE ANGLIAE REGE 
GEORGIO TERTIO PATRIA NOSTRAE PATRE 
A GLORIOSE DE MOMORAIA 
PER (FICI) O“

„Dem Bedrängenden nicht Nachgebende durch den regierenden König Englands Georg III. unseres Vaterlandes Vater zum ruhmreichen Gedenken ist es aufgeführt. Joan Schrader erbaute es 1763.“

Den mangelnden Sinn in dieser Inschrift führte die Stadt auf „offensichtliche Fehler des lateinischen Textes“ zurück. Schon bei erster Durchsicht fällt indes auf, dass die Übersetzung nicht korrekt sein kann. Die angegebene letzte Zeile „Joan Schrader erbaute es 1763“ würde im Lateinischen Joan Schrader fecit 1763 lauten – sie fehlt aber in der Inschrift vollständig. Dieser Text ist vielmehr deutlich abgegrenzt auf zwei anderen Sandsteinen in der nächsttieferen Quaderreihe eingeschlagen und hat mit der vorliegenden Inschrift nichts zu tun.
Führte die Stadt Nordhorn also aus, aufgrund der sprachlichen Fehler sei eine Übersetzung nur schwer möglich und der Sinn nur zu erahnen, so widmete Voort dem Fund der Inschrift einen ausführlichen Artikel im Bentheimer Jahrbuch von 1989, wo er zu dem Ergebnis kommt, dass die Stadt Nordhorn das in dem Text enthaltene Chronogramm nicht erkannt habe, wodurch eine Möglichkeit zur wenigstens teilweisen Korrektur der Textauflösung ungenützt blieb. Außerdem müsse gar kein weiterer Versuch einer Entschlüsselung gemacht werden, da ein Schriftstück vorliege, das den vom Urheber beabsichtigten Text enthalte. Johannes Conrad Rump, Rektor der Lateinschule in Schüttorf – berufsbedingt unzweifelhaft der lateinischen Sprache mächtig – schrieb am 30. Juni 1763 aus Schüttorf an den Landrentmeister Isenbarth in Bentheim und übersandte ihm 14 Textvorschläge für mögliche Inschriften zusammen mit dem Vorschlag, daraus den besten zu wählen und den Bildhauer Evert Everson zu Gildehaus mit der Ausführung der Arbeit zu beauftragen. Der achte Vorschlag enthält den in den Steinquadern verewigten Text und liest sich mit Hervorhebung des Chronogramms wie folgt:

„Vrgente neCessItate 
regnante AngLIae Rege
 GeorgIo tertIo,PatrIae nosstrae Patre,
Ita gLorIose DeMeLIorata
persto.“

Die Addition der als Großbuchstaben dargestellten römischen Zahlzeichen 
V+C+I+A+L+I (5+100+1+50+1) = 157
I+I+I (1+1+1) = 3
I+L+I+D+M+L+I (1+50+1+500+1000+50+1) = 1603
ergibt in der Summe das Baujahr 1763.
Die deutsche Übersetzung lautet in etwa:

„Aus dringender Notwendigkeit wurde ich
während der Regierung von Englands König
Georg III., des Vaters unseres Vaterlandes,
erneuert und dauere so ruhmreich
fort.“

Gerühmt wird in der Inschrift – wie in Zeiten absolutistischer Herrschaft allgemein üblich – Georg III., König von Großbritannien, Kurfürst von Braunschweig-Lüneburg und damaliger Pfandinhaber der Grafschaft Bentheim. Aus dem Text ergibt sich auch, dass quasi die Mühle über sich selbst spricht und keineswegs der Baumeister seine eigene Arbeit lobt.

### Spätere Jahre
Eine weitere groß angelegte Renovierung der Mühle wurde knapp 30 Jahre später erforderlich, wie der Abschlussstein in der Vorderfront links oberhalb der Eingangstür besagt: 

„Ab ovo Renovata Anno MDCCXCII“

Doch auch vorher und nachher mussten kostspielige Reparaturarbeiten vor allem an der Gründung und den schnell morsch werdenden Pfählen vorgenommen werden, so 1789 und 1845.
1873 entschied man sich zur Erweiterung des Betriebs um eine Sägemühle. Dazu erhielt die Mühle einen Anbau „auf dem Fundament, das an der Gegenseite der Kornmühle das Flutbecken abschloss und zum Kolk hin aus Bentheimer Sandsteinen auf eingerammten Eichenpfählen gemauert war“. Die Baukosten hatte der damalige Pächter Buddenberg zu tragen, die Summe ist nicht überliefert. Als die Linksemsische Kanalgenossenschaft das Anwesen übernahm, ließ sie 1900 den Schuppen abreißen und an selber Stelle einen Fachwerkbau errichten, der bis heute das Erscheinungsbild der Mühle prägt.
Die Mühle wurde im Ersten Weltkrieg auch zur Erzeugung von Elektrizität genutzt. 1931 erfolgte die Umstellung vom Wasserrad auf Turbinenkraft. Danach wurde unter anderem auch Roheis für Kühlungszwecke hergestellt.
1970 wurde der wirtschaftliche Betrieb eingestellt. Mit der Stilllegung der Korn- und Sägemühle am Mühlendamm endete in Nordhorn eine fast sechshundertjährige Mühlengeschichte.

## Heutige Verwendung
Nachdem der letzte Pächter den wirtschaftlichen Betrieb aufgegeben hatte, pachtete die Stadt Nordhorn 1983 das Anwesen langfristig von der Linksemsischen Kanalgenossenschaft und stellte aus dem seinerzeitigen Programm für Arbeitsbeschaffungsmaßnahmen Mittel zur Renovierung zur Verfügung. Damit sollte die Kornmühle dem Schicksal der Ölmühle entgehen, die 1972 abgerissen wurde, um an ihrer Stelle ein modernes Stauwerk zu errichten. 

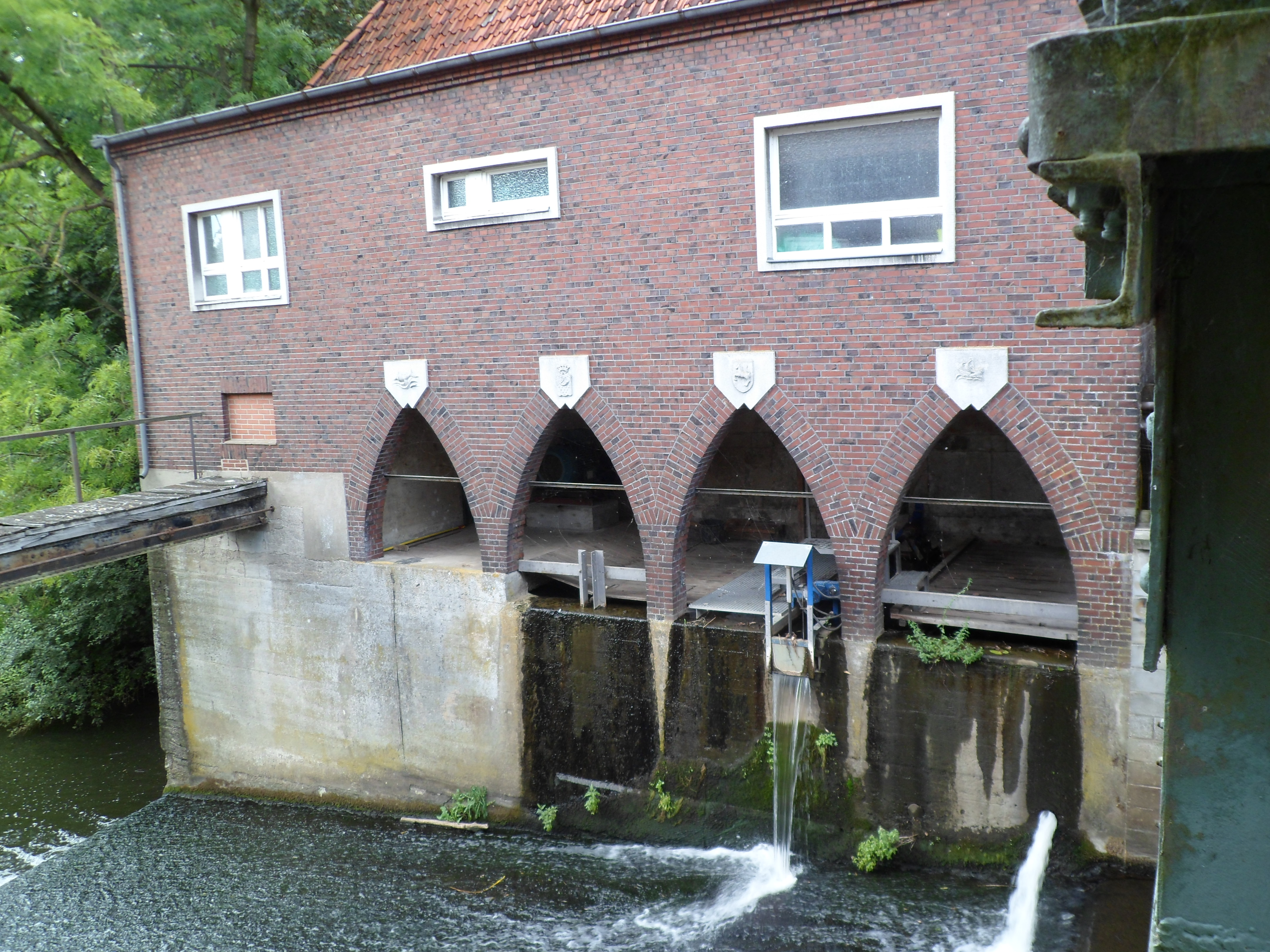
Die Turbinenanlage

Bei der Renovierung wurden das Mahlwerk und die Turbinenanlage im Kellergeschoss erhalten.
Seit 1989 bietet die Kornmühle an zentralem Platz in der Innenstadt Nordhorns eine Örtlichkeit für kulturelle Veranstaltungen, wie Kleinkunst, Konzerte, Ausstellungen und andere kulturelle Veranstaltungen, wo seit 2013 auch der „Kunstverein Nordhorn“ vertreten ist. Im Anwesen der Kornmühle sind auch die „Theaterwerkstatt“ sowie das „Atelier Sägemühle“ untergebracht, ein 1979 gegründeter Verein Grafschafter bildender Künstler.